# 疏花穿心莲
疏花穿心莲（学名：Andrographis laxiflora），为爵床科穿心莲属的植物。分布于印度、缅甸、中南半岛、马来半岛、印度尼西亚以及中国的云南、贵州、海南等地，生长在海拔800米至1,800米的地区。目前尚未对疏花穿心莲进行人工引种栽培。

## 亚种
- 腺毛疏花穿心莲 Andrographis laxiflora (Blume) Lindau var. glomeruliflora (Bremek.) H. Chu
- 疏花穿心莲 Andrographis laxiflora (Blume) Lindau var. laxiflora